# Apatura camiba
Apatura camiba är en fjärilsart som beskrevs av Moore 1880. Apatura camiba ingår i släktet Apatura och familjen praktfjärilar. Inga underarter finns listade i Catalogue of Life.